# Jlibodarske
Jlibodarske (en ucraniano: Хлібодарське) es un pueblo ucraniano perteneciente al óblast de Odesa. Situado en el suroeste del país, es parte del raión de Odesa y del municipio (hromada) de Avanjard.

## Toponimia
El nombre del asentamiento en ruso es Jlebodárskoye (en ruso: Хлебодарское). 

## Geografía
Jlibodarske se encuentra 14 km al oeste de Odesa y 28 km al este de Biliaivka. 

## Historia
El pueblo surgió de un asentamiento para un centro de investigación agrícola y veterinaria. El 16 de febrero de 1987 se convirtió oficialmente en pueblo y el 10 de marzo de 1987 fue elevado a asentamiento de tipo urbano.
Hasta el 18 de julio de 2020, Jlibodarske era parte del raión de Biliaivka. El raión fue abolido en julio de 2020 como parte de la reforma administrativa de Ucrania, que redujo el número de raiones del óblast de Odesa a siete. El área del raión de Biliaivka se fusionó con el raión de Odesa.En 2023, Jlibodarske perdió el estatus de asentamiento de tipo urbano debido a la eliminación de este estatus administrativo.

## Demografía
La evolución de la población de Jlibodarske entre 1989 y 2022 fue la siguiente:
| 2769                                                          | 2519 | 2357 | 2310 | 2570 | 2555 |
| (Fuente: Cities & Towns of Ukraine y UKRAINE: Größere Städte) |      |      |      |      |      |

Según el censo de 2001, la lengua materna de la mayoría de los habitantes, el 71,22%, es el ucraniano; y del 27,23% es el ruso.

## Infraestructura

### Transporte
La estación de tren más cercana es Novodepovska, en la línea ferroviaria que conecta Odesa con Vínnitsia vía Rozdilna y Podilsk. El asentamiento está entre la M15 y la M16, que conectan Odesa con Reni vía Izmaíl y con la frontera moldava en Kuchurhan, respectivamente.